# Johannes Korb
Johannes Korb (* 1615 in Großpöhla, getauft 27. Oktober 1615 in Grünstädtel; † 12. April 1685 in Rittersgrün) war ein erzgebirgischer Hammerherr.
Korb stammte aus Großpöhla und war der Sohn von Balthasar Korb. Zunächst war er als Schreiber, dann als Schichtmeister von Caspar Wittich auf dessen an der sächsischen Grenze gelegenem böhmischen Hammerwerk Breitenbach tätig. Dort heiratete er am 16. Mai 1649 die Hammerwerkstochter Rosina, mit der er im folgenden Jahr als Pächter das Hammerwerk Untersachsenfeld übernahm. 1654 wurde er Mitbesitzer und einige Jahre später alleiniger Besitzer des Arnoldshammers in Rittersgrün. Dieses Hammerwerk verkaufte er 1681 für 6.500 Taler an seinen Schwager Christian Rockstroh und setzte sich zur Ruhe. Nach seinem Tod wurde er am Gründonnerstag 1685 auf dem Friedhof in Grünstädtel beerdigt.